# يعقوب الثاني
يعقوب الثاني (699-?) كان بطريرك كنيسة الشرق من 753 إلى 773 م. هو مدرج في القائمة التقليدية لآباء كنيسة الشرق. قضى معظم حكمه في السجن بعد إهانته الخليفة أبو جعفر المنصور.

## بطريركية يعقوب
أما الرواية التالية عن حكم يعقوب فقد قدمها ابن العبري، الذي كان مهتمًّا بشكل خاص بالاتفاقية التي عقدت بين الكنيستين النسطورية واليعقوبية والتي بموجبها بنى النساطرة كنيسة في معقل اليعاقبة في تغريت مقابل ترميم كنيسة مار دوميتيوس اليعقوبية في نصيبين.
ثم تم تنصيب يعقوب وتكريسه في سلوقية، بعد أن أخذ الأساقفة منه تعهّدًا خطّيًا بألا يُخالف القانون ولا ينتهك القوانين الكنسية. وفي زمنه، بُنيت كنيسة للنساطرة في تَغْريت بمبادرة من صليبا زخا، أسقف طرحان. وكان قد سُجن بالأغلال مع الكاثوليكوس يعقوب، فلما استعاد حريته، بدأ ببناء الكنائس في أبرشيته، بل وذهب إلى تغريت لزيارة المفريان بولس، محاولًا إقناعه بالسماح للنساطرة ببناء كنيسة هناك.
فأجابه المفريان: "أنا شخصيًا لا أعارض، لكنني أخشى من البطريرك ومن أهل تغريت. لذلك أنصحك أن تذهب إلى نصيبين وتُقنع النساطرة بأن يُعيدوا لليعاقبة الكنائس التي استولوا عليها. وحينها سيوافق أهل تغريت بلا شك على أن تُبنى كنيسة لشعبك في مدينتهم".
فذهب صليبا زخا إلى نصيبين، وناشد المتروبوليت الشيخ كبريانوس ونساطرة المدينة، فأعادوا إلى طائفتنا كنيسة مار دوميتيوس الشهيرة. وبعد ذلك، ذهب عشرة من التجّار اليعاقبة المقيمين في نصيبين إلى تغريت، وطلبوا بناء كنيسة هناك للنساطرة.
كما توجّه صليبا زخا إلى البطريرك جيوارغيس، الذي كان لا يزال في السجن ببغداد، وكتب الاثنان معًا إلى أهل تغريت، يطلبان منهم إنهاء المسألة. وعلى الرغم من اعتراض بعض الشبان المشاكسين، فإن شيوخ القوم لم يتبعوهم، بل منحوا النساطرة قطعة أرض بجوار نهر دجلة، عند الأسوار الخارجية للمدينة.
وهناك بنى النساطرة كنيسة صغيرة، لا يزالون يؤدّون شعائرهم فيها إلى يومنا هذا. وقد بدأ بناؤها في سنة 150 هـ [767/768 م].

## طالع أيضًا
- قائمة بطاركة كنيسة المشرق

## ملحوظات
1. ↑  Bar Hebraeus, Ecclesiastical Chronicle (ed. Abeloos and Lamy), section II (tomus III), 157–8

## روابط خارجية
| المناصب الروحية                          | المناصب الروحية               | المناصب الروحية                           |
| ---------------------------------------- | ----------------------------- | ----------------------------------------- |
| سبقه سورين القطيفسوني [الإنجليزية] (753) | بطريرك كنيسة المشرق (753–773) | تبعه حنينشو الثاني [الإنجليزية] (773–780) |